# Туркевич Юрій Миколайович

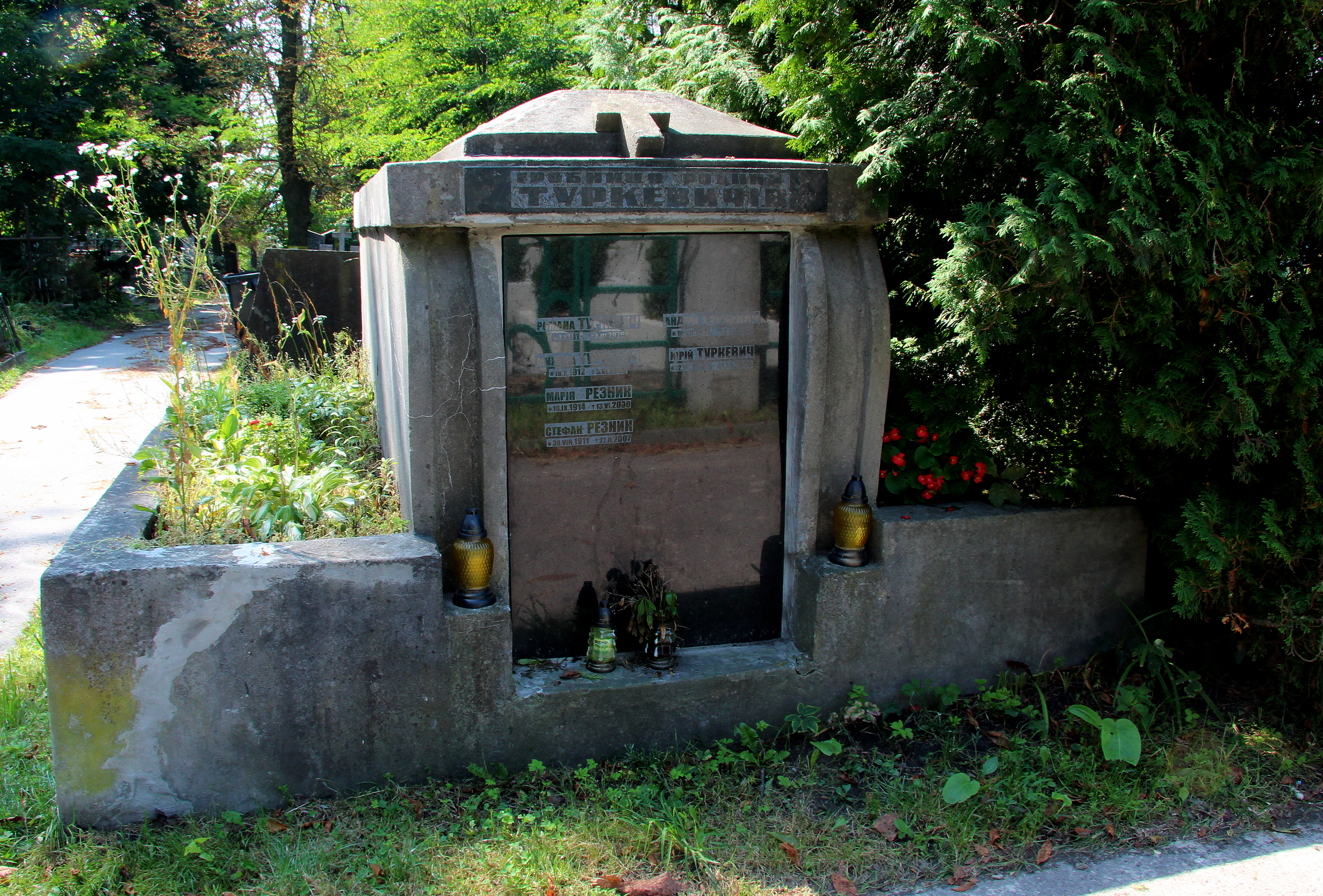

Юрій Миколайович Туркевич (12 липня 1946, Львів — 31 грудня 2000, Львів)   — вчений-дерматолог, завідувач кафедри дерматовенерології Львівського державного медичного університету імені Д. Галицького (1994—2000 р.р.), професор, доктор медичних наук, академік АННПУ.

## Біографія
Ю. М. Туркевич народився 12 липня 1946 р. в сім'ї службовця. У 1952 р. поступив в середню школу, яку закінчив у 1962 р. З 1960 по 1962 рр. працював препаратором у Львівському інституті гематології. З 1962 по 1968 рр. навчався у Львівському державному медичному інституті на лікувальному факультеті, який закінчив з відзнакою.
З 1968 року працював на посаді асистента, з 1976 р. — доцента, а з 1987 р. — професора Львівського державного медичного інституту. З 1994 по 2000 рр. очолював студентську кафедру дерматовенерології ЛДМУ. Кандидатську дисертацію захистив у 1969 р., докторську — в 1982. У 1999 р. Ю. М. Туркевичу присвоєно звання академіка АННП України. Під його керівництвом захистило кандидатські дисертації 12 пошукачів. Юрій Миколайович був автором більше 200 наукових праць, 15 раціоналізаторських пропозицій, 5 навчальних посібників по дерматології для студентів вищих навчальних закладів, шести стандартів підприємств.
Похований у родинному гробівці на 39 полі Янівського цвинтаря.

## Наукова робота
Професор Ю. М. Туркевич — відомий вчений. Його напрямки досліджень включали вивчення механізмів розвитку, перебігу та розробку нових методів лікування хворих на екзему. Було докладно вивчено роль порушення обміну біологічно активних речовин (гістамін, серотонін, адреналін, норадреналін) в генезі розвитку екземи і зв'язок цих факторів з імунологічними змінами. На основі цих даних було розроблено нові високоефективні методи терапії екземи із застосуванням нових препаратів, таких як: діаміфен, димексид, етаден, пентоксил та інші. Ряд робіт присвячено вивченню патогенезу сифілісу і апробації допоміжних методів терапії цього захворювання. Одним з досягнень є те, що на основі встановлення імунологічних змін на субклітинному рівні (вивчення цитохімічних змін в імунокомпетентних клітинах) запропоновано для імуномодулюючої терапії хворих на сифіліс застосовувати лімфозил, що значно підвищує ефективність лікування.
Вагомі результати були досягнуті в ділянці вивчення механізмів розвитку професійних захворювань на промислових підприємствах Львівщини та розробці ефективних методів їх профілактики із застосуванням таких препаратів, як ЕДТА та інші.
Ю. М. Туркевич розпочав роботу над вивченням характеру імунологічних змін хворих на екзему з впровадженням в практику лікування цих хворих нових препаратів. У план наукових пошуків було включено вирішення однієї з найважливіших проблем дерматології — вивчення патогенезу (імунологічні зміни, порушення обмінних процесів) та застосування нових препаратів для комплексного лікування хворих на псоріаз.

## Громадська діяльність
Попри велику зайнятість на основній роботі Ю. М. Туркевич брав активну участь у громадському житті. Був головою депутатської комісії Львівської міської Ради народних депутатів, членом правління регіональної організації «Меморіал». Нагороджений медаллю «За вклад в справу відродження».
Професор Ю. М. Туркевич — голова Львівського обласного товариства дерматовенерологів, експерт ВАК України з питань дерматовенерології, редактор періодичного збірника наукових робіт «Патогенез і терапія дерматозів».

## Основні праці
- Гистаминопексия у больных кожными заболеваниями (канд. дис.). Львів, 1969;
- Сучасна фармакотерапія пухирчатки. Фарм Журн 1977, № 1;
- Фармацевтичні препарати для лікування тромбофлебітів нижніх кінцівок. Фарм Журн 1978, № 1 (співавт.);
- О роли гистамина в патогенезе экземы. Вестн Дермат 1978, № 6 (співавт.);
- Роль нарушения барьерно-защитных свойств кожи в развитии экземы и дерматитов. Вестн Дерматол Венерол 1978, № 8 (співавт.);
- К вопросу профилактики дерматитов и экземы на промышленных предприятиях. Врач Дело 1984 № 10 (співавт.);
- Опыт терапии больных экземой. Вестн Дермат 1990, № 4 (співавт.);
- Зміни обмінних процесів у хворих на екзему. Журн Дерматол Венерол 1999, № 2 (співавт.).